# Instytut Wydawniczy „Pax”
Instytut Wydawniczy „Pax” – polska oficyna wydawnicza z siedzibą w Warszawie wydająca książki o tematyce filozoficznej, teologicznej i religioznawczej. Publikuje prace poświęcone historii Kościoła i historii Polski, problematyce wychowania, a także literaturę piękną.

## Rys historyczny
Początki istnienia Instytutu przypadają na przełom 1948/1949. W 1948 r. podjęto z inspiracji Bolesława Piaseckiego – w kilkunastoosobowym zespole Stowarzyszenia „Pax” ze środowiska „Dziś i Jutro” – prace przygotowawcze. W ich wyniku 25 maja 1949 r. Spółka Wydawnicza Pax założyła oficjalnie Instytut Wydawniczy „Pax”.
Pierwszą książką wydaną nakładem oficyny był Nowy Testament w przekładzie ks. Eugeniusza Dąbrowskiego, który wraz z późniejszym przekładem ks. Seweryna Kowalskiego miał ponad trzydzieści wydań. Łączny nakład obu publikacji przekroczył dwa miliony egzemplarzy.
Wiele publikacji IW Pax dotyczyło historii najnowszej, zwłaszcza dziejów patriotycznego czynu zbrojnego Armii Krajowej. Najważniejsze z nich to: Adam Borkiewicz Powstanie Warszawskie. Zarys działań natury wojskowej(1964); Cezary Chlebowski Wachlarz. Monografia wydzielonej organizacji dywersyjnej Armii Krajowej: wrzesień 1941 – marzec 1943 (1983); Jędrzej Tucholski, Cichociemni (1984); Jan Grużewski, Stanisław Kopf, Dni Powstania (1957); Wojciech Borzobohaty, Jodła (1988) i wiele innych.
Nakładem IW Pax ukazało się wiele dzieł polskich i emigracyjnych pisarzy, wśród których znaleźli się m.in.: Zofia Kossak, Maria Kuncewiczowa, Teodor Parnicki, Melchior Wańkowicz, Stanisław Cat–Mackiewicz, Władysław Jan Grabski, Roman Brandstaetter, Jan Dobraczyński (ps. Eugeniusz Kurowski) oraz Antoni Gołubiew (ps. Goa, Jan Karol Wayda, Jerzy Cichocki).
Wydawnictwo opublikowało wiele dzieł klasyków powieści katolickiej, takich jak: Georges Bernanos, Graham Greene i Julien Green, Bruce Marshall, François Mauriac, Gilbert Keith Chesterton czy Sigrid Undset.
IW Pax wydało również książki ojców soboru watykańskiego II (1962–1965) oraz jego późniejszych popularyzatorów – takich jak: Marie-Dominique Chenu, Yves Congar, Karl Rahner, Joseph Ratzinger.
W latach 1959–1962 dyrektorem instytutu był Romuald Pitera.

## Najważniejsze serie wydawnicze
- Biblioteczka Ziem Zachodnich – publikowana w latach 60. XX w.[3]
- Seria Historia wierzeń i idei religijnych (3 tomy) – Mircea Eliade
- Seria Wychowanie bez porażek – seria książek o wychowaniu, zapoczątkowana książkami Thomasa Gordona
- Seria Historia Filozofii (11 tomów) – Frederick Copleston
- Seria książek, dokumentujących nauczanie Jana Pawła II
- Seria książek beletrystycznych – Z Feniksem

## Najpopularniejsze pozycje
- Szata – Lloyd Cassel Douglas
- Wychowanie bez porażek – Thomas Gordon
- Wielki Rybak – Lloyd Cassel Douglas
- Osiem cykli opowiadań o Don Camillo – Giovannino Guareschi
- O naśladowaniu Chrystusa – Tomasz à Kempis

## Nagrody
Instytut Wydawniczy „Pax” wielokrotnie nagradzano i wyróżniano w licznych konkursach. Do najważniejszych należą: nagroda im. Włodzimierza Pietrzaka; nagrody Targów Wydawców Katolickich (nagrody Feniksa), wyróżnienie w konkursie im. J. Długosza, Polskiego Towarzystwa Wydawców Książek.